# Edmund Baranowski (powstaniec warszawski)
Edmund Baranowski, ps. Jur (ur. 22 września 1925 w Warszawie, zm. 29 grudnia 2020) – polski publicysta. Działacz konspiracyjny w okresie II wojny światowej, żołnierz Związku Walki Zbrojnej i Armii Krajowej, powstaniec warszawski. Podpułkownik Wojska Polskiego w stanie spoczynku, były wiceprezes Związku Powstańców Warszawskich, Sekretarz Generalny Rady Fundacji „Polsko-Niemieckie Pojednanie”, członek Rady Powierniczej Muzeum Powstania Warszawskiego, a także autor i recenzent wielu publikacji o tematyce powstańczej.

## Życiorys
Syn Józefa i Marianny. Wraz z rodziną mieszkał przy ul. Krochmalnej na warszawskiej Woli. Ukończył Szkołę Powszechną nr 166. Jeszcze przed wybuchem wojny rozpoczął naukę w Gimnazjum im. gen. Józefa Sowińskiego. W latach 1940–1943 uczęszczał na tajne komplety. Początkowo podjął pracę przy rozładunku węgla w warszawskiej elektrowni tramwajowej, która mieściła się na terenie obecnego Muzeum Powstania Warszawskiego. Od kwietnia 1940 pracował w zakładach Philips-Werke w Warszawie w dziale odbiorników radiowych. Już pod koniec roku nawiązał pierwsze kontakty ze środowiskami konspiracyjnymi. Na terenie zakładów brał udział w akcjach sabotażowych, których celem było uszkadzanie produkowanej tam aparatury przeznaczonej dla niemieckich U-Bootów i lotnictwa.
Od czerwca 1941 był żołnierzem Związku Walki Zbrojnej. Przyjął pseudonim „Jur”. Ukończył najpierw szkołę niższych dowódców. W 1944 ukończył konspiracyjną szkołę podchorążych. Podczas powstania warszawskiego walczył początkowo w stopniu plutonowego podchorążego w Batalionie „Miotła” Zgrupowania „Radosław”. Przeszedł szlak bojowy od Woli przez Muranów, Stare Miasto, Czerniaków do Śródmieścia. 15 września został ranny na Czerniakowie. Odznaczony za męstwo Krzyżem Walecznych oraz awansowany na podporucznika Armii Krajowej. 5 października wzięty przez Niemców do niewoli. Przebywał najpierw w obozie przejściowym w Ożarowie, następnie w Stalagu X B Sandbostel i Stalagu XVIII C Markt-Pongau. 

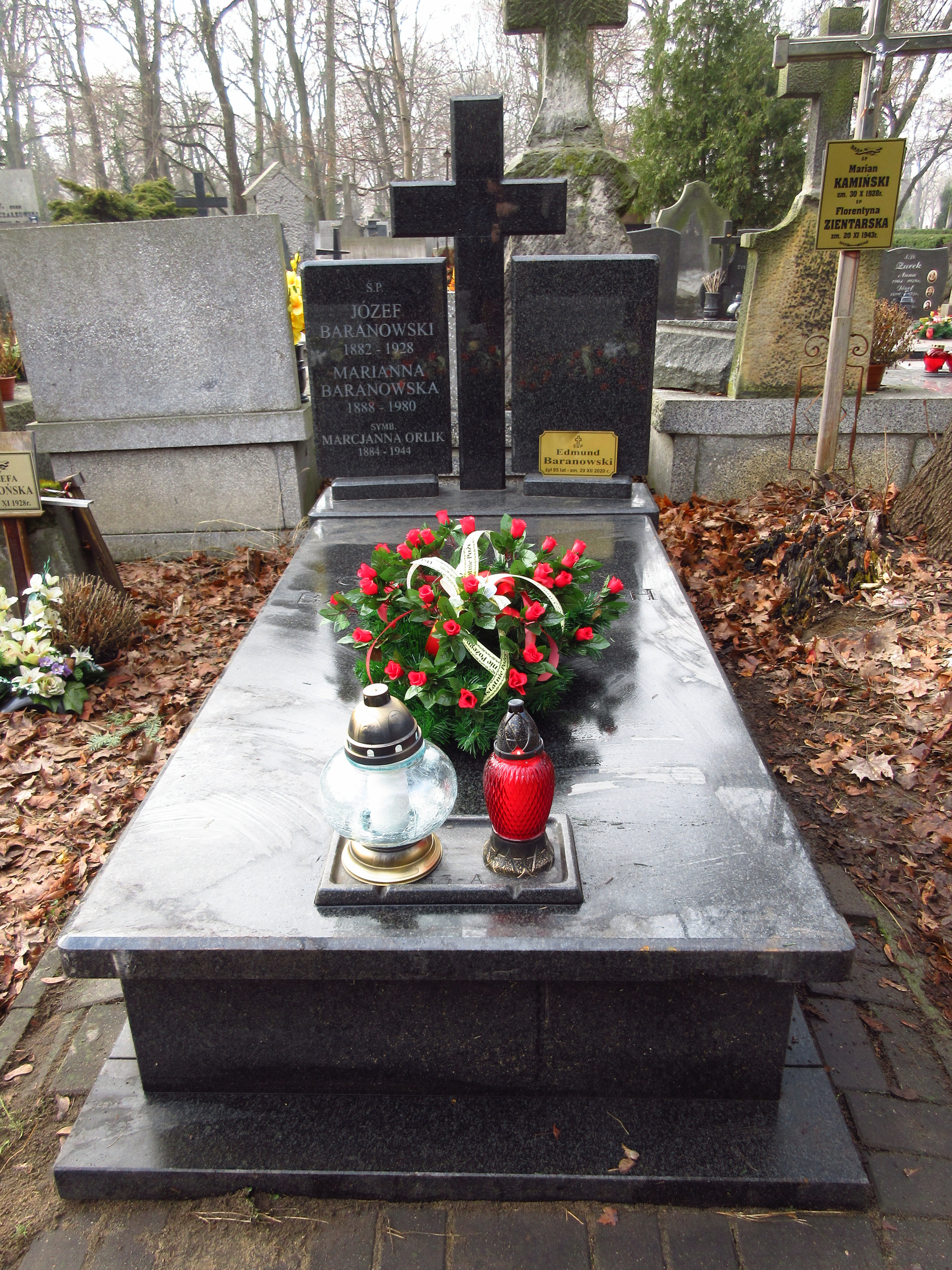
Grób Edmunda Baranowskiego na cmentarzu Bródnowskim

Do Warszawy wrócił 10 sierpnia 1945. Kontynuował naukę i rozpoczął pracę w budownictwie. Od sierpnia 1993 na emeryturze. Przez wiele lat był wiceprezesem Związku Powstańców Warszawskich, prezesem Rady Fundacji „Warszawa Walczy 1939–1945”, a także członkiem zespołu redakcyjnego „Wielkiej Ilustrowanej Encyklopedii Powstania Warszawskiego”. Autor i recenzent publikacji o tematyce powstańczej. Pochowany na cmentarzu Bródnowskim (kwatera 53A-III-5). 

## Ordery i odznaczenia
- Krzyż Komandorski z Gwiazdą Orderu Odrodzenia Polski (28 sierpnia 2009)[8][9]
- Krzyż Komandorski Orderu Odrodzenia Polski (9 lipca 1999)[10]
- Krzyż Walecznych (1944)[11]
- Warszawski Krzyż Powstańczy
- Medal Stulecia Odzyskanej Niepodległości (30 lipca 2019)[12]
- Medal „Pro Patria” (9 stycznia 2012)[13]
- Odznaka „Weteran Walk o Wolność i Niepodległość Ojczyzny”
- Nagroda Miasta Stołecznego Warszawy (2009)[14]
- Krzyż Kawalerski Orderu Zasługi RFN (2015)[15]

## Publikacje
Wspólnie z Juliuszem Kuleszą był autorem dwóch książek:
- Bankowe szańce: bankowcy polscy w latach wojny i okupacji 1939–1945 (2009)[16]
- Warszawskie gry wojenne: wspomnienia z lat wojny, okupacji i Powstania Warszawskiego (2011)[17]